# István Deák

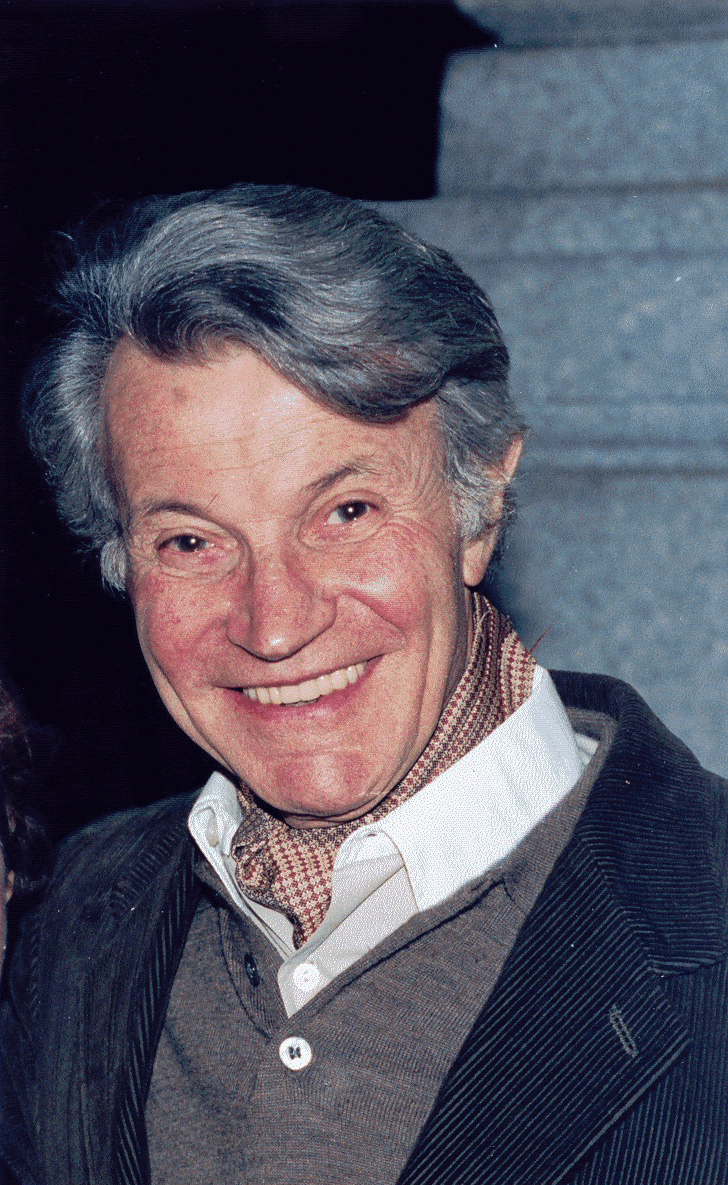
István Deák (2008)

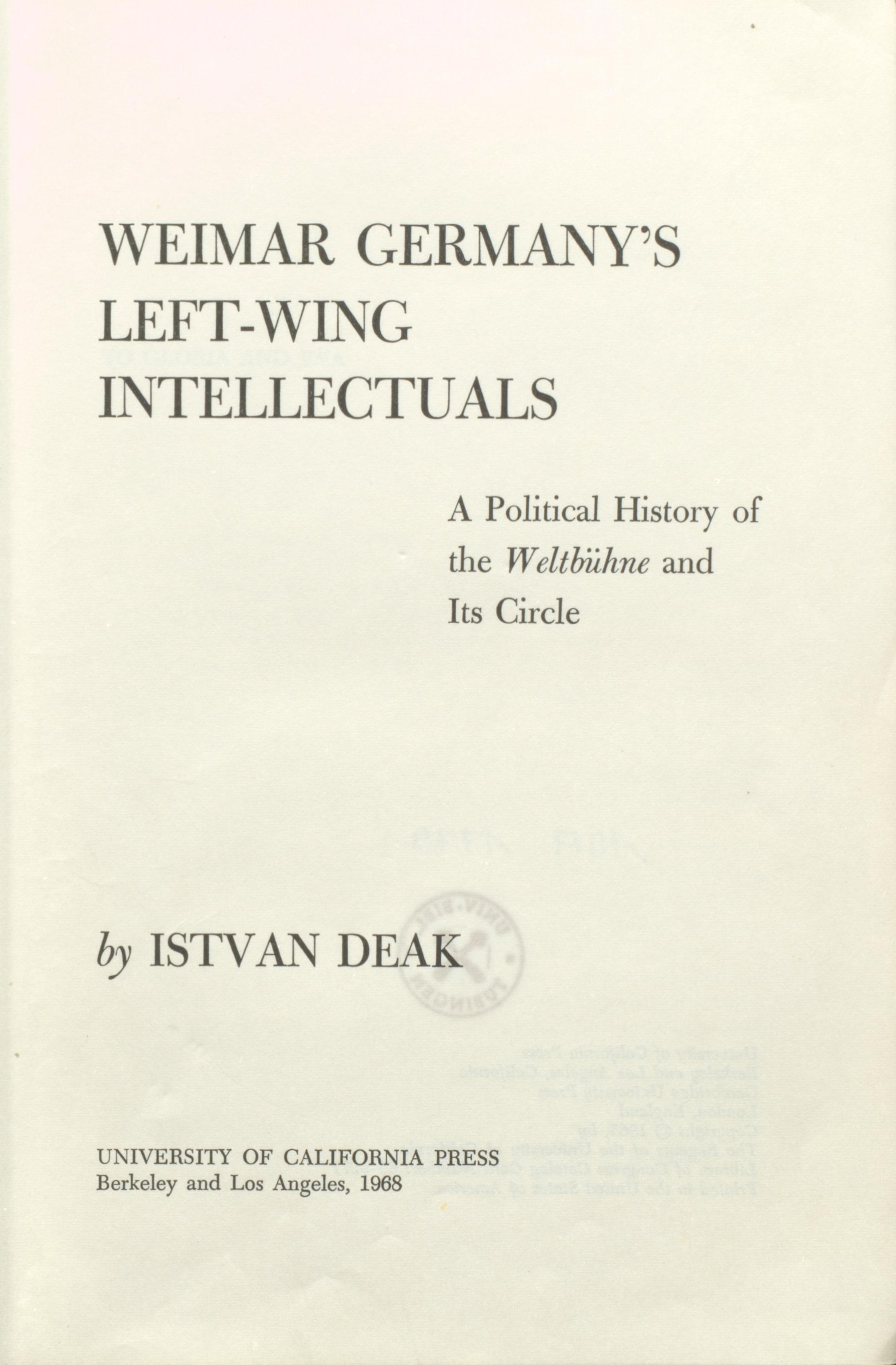
Weimar Germany’s left-wing intellectuals (1968)

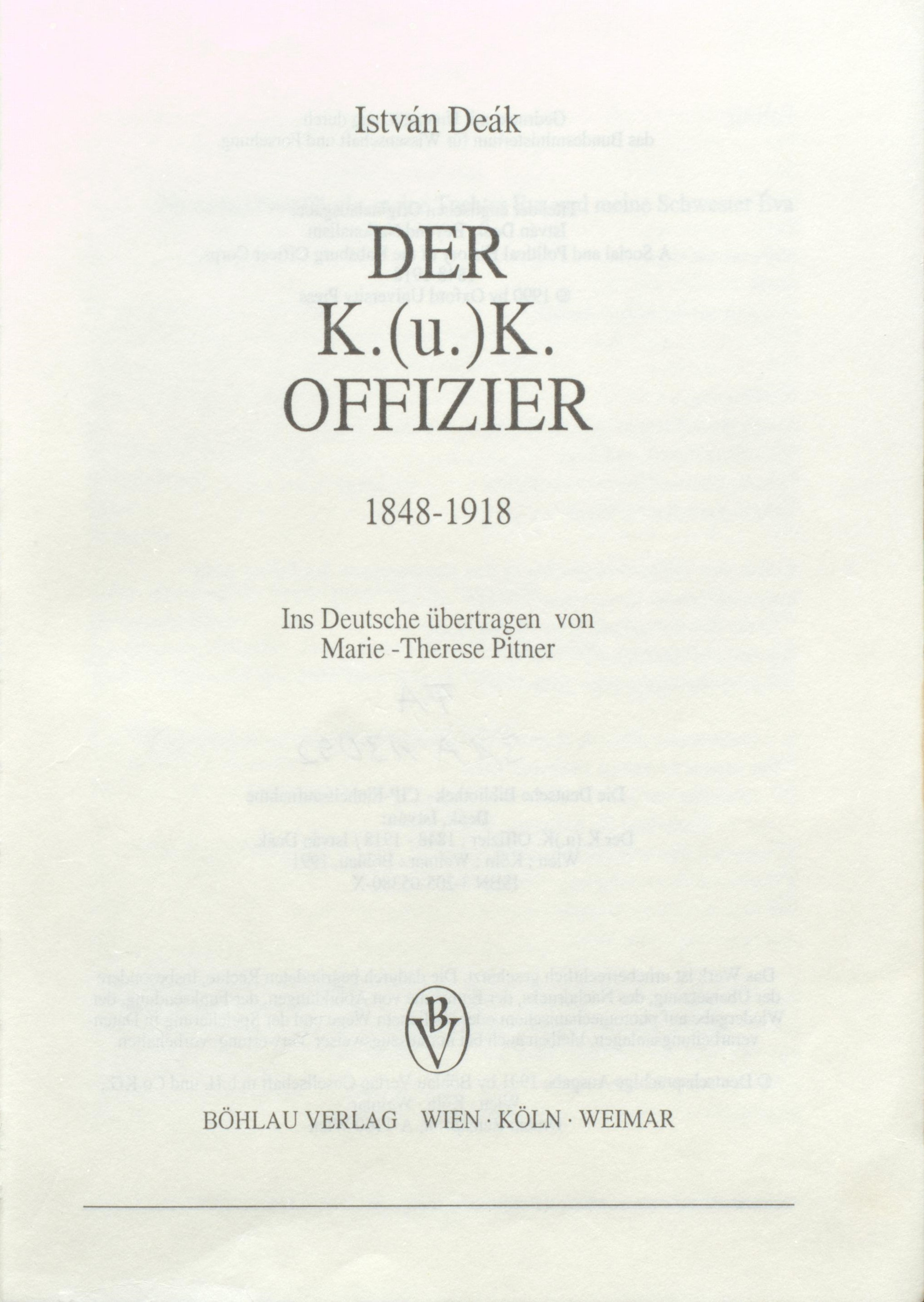
Der K.(u.)K. Offizier (1991)

István Deák (geboren 11. Mai 1926 in Székesfehérvár; gestorben 10. Januar 2023) war ein ungarischer Historiker und Emeritus der Columbia University, der in den USA forschte und lehrte.

## Leben
István Deák begann sein Studium 1945 in Budapest und verließ zur Zeit der kommunistischen Machtübernahme 1948 Ungarn. Er setzte das Studium an der Sorbonne fort und arbeitete danach als Journalist in Frankreich und für Radio Free Europe in Deutschland. 1956 ging er nach New York und wurde 1964 mit einer Dissertation über Carl von Ossietzky bei Fritz Stern an der Columbia University promoviert. Er blieb dort und war von 1968 bis 1979 Direktor des Institute on East Central Europe. Nach seiner Emeritierung war er 1999 und 2002 noch Visiting Professor an der Stanford University. Deák arbeitete über Themen der neueren Geschichte Mitteleuropas und Osteuropas und zur ungarischen Geschichte. Er publizierte eine Reihe von Zeitschriftenartikeln, vor allem im New York Review of Books und in The New Republic. 
Ab 1964 konnte Deák wieder Ungarn besuchen. Nach dem Zusammenbruch des Kommunismus wurde er Mitglied der Ungarischen Akademie der Wissenschaften.
Das Center for Austrian Studies der Universität von Minnesota veranstaltete im Jahr 2000 das Symposium Dilemmas of East Central Europe: Nationalism, Dictatorship, and the Search for Identity zu Ehren von István Deák.
Deáks Frau Gloria war Kunsthistorikerin.

## Schriften (Auswahl)
- Weimar Germany’s left-wing intellectuals. A Political History of the Weltbühne and Its Circle. Berkeley / Los Angeles, CL 1968.
- The lawful revolution: Louis Kossuth and the Hungarians, 1848–1849. Columbia University Press, New York, NY 1979.
- The social and psychological consequences of the disintegration of Austria-Hungary in 1918. In: Österreichische Osthefte. Jahrgang 22, 1980, S. 23–32.
- Could the Hungarian Jews Have Survived?, in: Michael R. Marrus: (= The Nazi Holocaust: historical articles of the destruction of European Jews. Band 4). Meckler, Westport, CT 1989, ISBN 0-88736-258-3, OCLC 311127743  S. 643 – 650 (zuerst New York Review of Books, 4. Februar 1982 (englisch)).
- Beyond nationalism: A social and political history of the Habsburg Officer Corps 1848–1918. Oxford University Press, New York, NY 1990, ISBN 0-19-504505-X.
  - Der K.(u.)K. Offizier: 1848–1918. Übersetzung Marie-Therese Pitner. Böhlau, Wien 1991; 2., verbesserte Auflage 1995, ISBN 3-205-98242-8.
- Hrsg. mit Jan T. Gross und Tony Judt: The Politics of Retribution in Europe: World War II and Its Aftermath. Princeton University Press, Princeton 2000, ISBN 0-691-00953-8.
- Kollaboration, Widerstand und Vergeltung im Europa des Zweiten Weltkrieges. Böhlau-Verlag, Köln 2017, ISBN 978-3-205-20218-9.